# William Charles Dement
William Charles Dement, né le 29 juillet 1928 à Walla Walla dans l'État de Washington et mort le 17 juin 2020 à Stanford en Californie, est un neuroscientifique américain, un pionnier de la recherche sur le sommeil aux États-Unis et il est le fondateur du Sleep Research Center, le premier laboratoire du sommeil au monde, à l'université Stanford. 
Il est une des principales autorités en matière de sommeil, de privation de sommeil et de diagnostic et traitement des troubles du sommeil comme l'apnée du sommeil et la narcolepsie.

## Biographie
Dans les années 1950, en tant qu'étudiant en médecine à l'université de Chicago, William Charles Dement est le premier à étudier intensivement la relation entre le mouvement oculaire rapide et le rêve, après que son camarade d'études Eugene Aserinsky lui a dit « le Dr Kleitman et moi pensons que ces mouvements oculaires peuvent être en relation avec le rêve. ». Puis il entreprend son travail sur la privation de sommeil au Mount Sinai Hospital à la fin des années 1950 et au début des années 1960. Il est un des premiers à étudier les sujets endormis à l'aide de l'électroencéphalogramme. À partir de ces enregistrements, il découvre et nomme les cinq phases de sommeil. En collaboration avec Christian Guilleminault, il propose l'échelle qui est toujours en usage pour la définition clinique de l'apnée du sommeil et la mesure de sa sévérité, l'Index d’apnées et hypopnées (AHI ou AIH).
En 1975, il fonde l'American Sleep Disorders Association, connue maintenant sous le nom de American Academy of Sleep Medicine, dont il est le président pendant les douze premières années. La même année, il invente avec Mary Carskadon le Test de latence au sommeil  ou Test itératif de latence à l'endormissement (Multiple Sleep Latency Test ou MSLT).
De 1971 jusqu'à sa retraite en 2003, il donne le cours Sleep and Dreams à l'université Stanford.

## Ouvrages
- Avoir un bon sommeil, coécrit avec Christopher Vaughan, Éditions Odile Jacob pour la traduction française, 2000. Ouvrage destiné au grand public.

## Filmographie partielle

### Au cinéma
- 2012 : Sleepwalk with Me de Mike Birbiglia : lui-même